# De vrijers van de hertogin
De vrijers van de hertogin is een ballet uit 1922 waarvoor Natanael Berg de muziek schreef. Oscar Edvard Tropp danste de rol van 'de gek' in dat ballet, dat werd voorzien van een choreografie door Sven Tropp en geregisseerd door Harald André. 
Het werd geen populair ballet, want er zijn slechts twee uitvoeringen bekend. Berg dateerde het werk als voltooid op 29 april 1922, toen de eerste voorstelling plaatsvond in de volgende rolbezetting:
- Ebon Strandin - Hertogin
- Bertil Wallroth - eerste vrijer
- Sven Tropp - tweede vrijer
- Erik Schmidt - derde vrijer
- Fredrik Ericson - vierde vrijer
- Oscar Trop - hofnar
- Valborg Franchi - overige rollen
- Tullio Voghera - dirigent
- Orkest van het Koninklijk Theater.

Later distilleerde Berg een suite uit het ballet, zodat het werk zonder poespas uitgevoerd kon worden. Toch werd ook de suite tijdens uitvoeringen nog uitgedund tot soms maar twee of drie delen.
Officieel bestaat de suite uit:
1. Zigeunerdans
2. Idyll och serenata
3. Tarantella
4. Sevillana
5. Polonais